# フランキア目
フランキア目（Frankiales）は真正細菌の放線菌門放線菌綱の目の一つである。

## 解説
非運動性のグラム陽性菌。多房胞子嚢を形成し、ほとんどの細胞は細胞壁の厚い小胞を形成する。窒素を固定し、放線菌根性植物（actinorhizal plant）に根粒を形成する。
フランキア目は正式承認される以前から放線菌綱（Actinomycetales）の下位分類項目として用いられており、Bergey’s Manual of Systematic Bacteriology第5版ではフランキア科（Frankiaceae）、ゲオデルマトフィラス科（Geodermatophilaceae）、ナカムレラ科（Nakamurellaceae）、スポリティヤ科（Sporichthyaceae）、アシドサーマス科（Acidothermaceae）及びクリプトスポランジウム科（Cryptosporangiaceae）の6科11属を有するとされていた。2014年に放線菌綱の本格的な16S rRNA遺伝子配列解析による分類体系の調査結果が公表され、フランキア科を持つ目としてIJSEMリストに記載され、他の科については、同時に新たに提案された他の目、ゲオデルマトフィラス目（Geodermatophilales）、アシドサーマス目（Acidothermales）、ナカムレラ目（Nakamurellales）のいずれかに移動した。